# Impatiens congolensis
Impatiens congolensis är en balsaminväxtart som beskrevs av Georg Martin Schulze och R. Wilczek. Impatiens congolensis ingår i släktet balsaminer, och familjen balsaminväxter. Inga underarter finns listade i Catalogue of Life.

## Bildgalleri

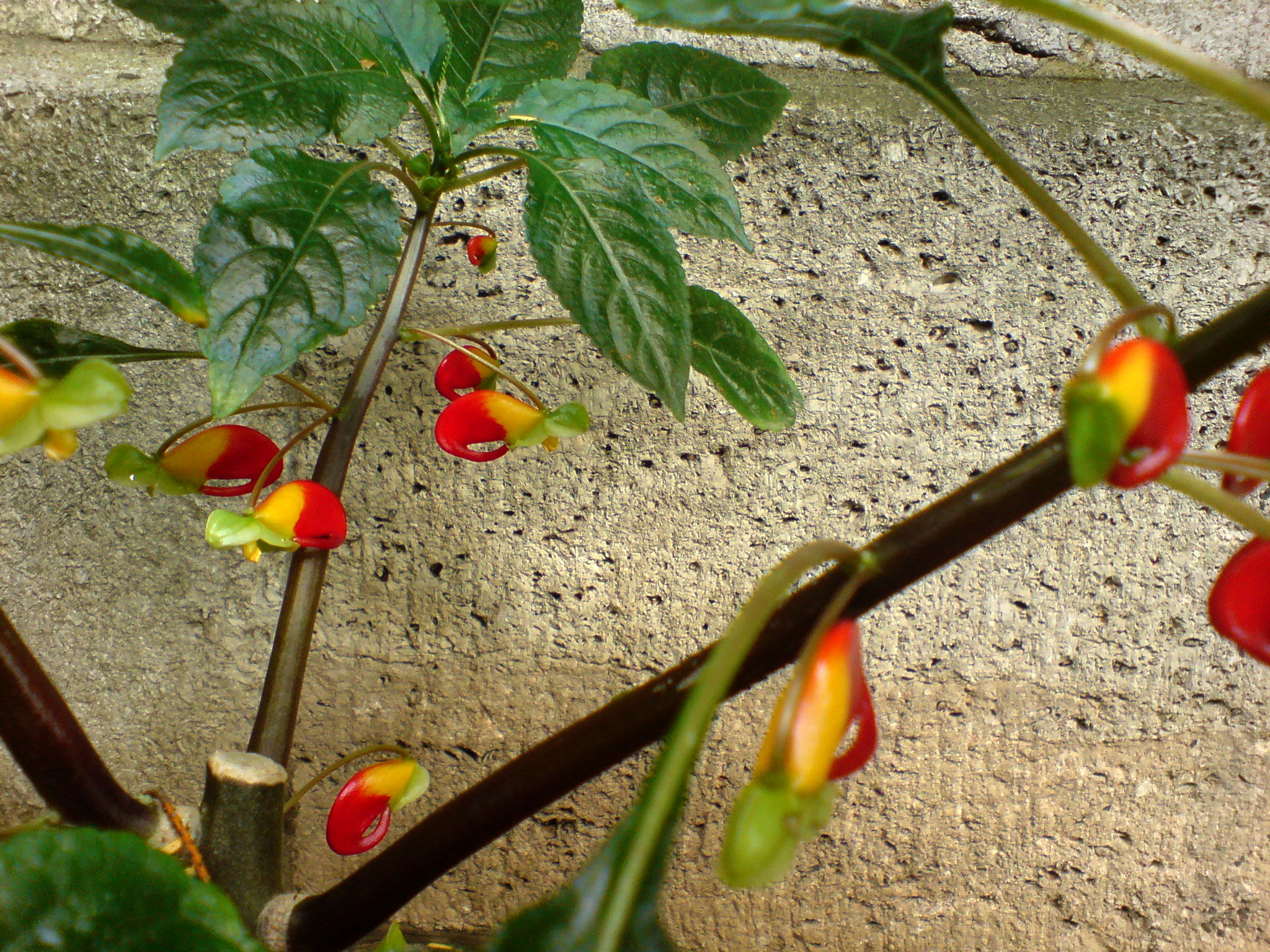
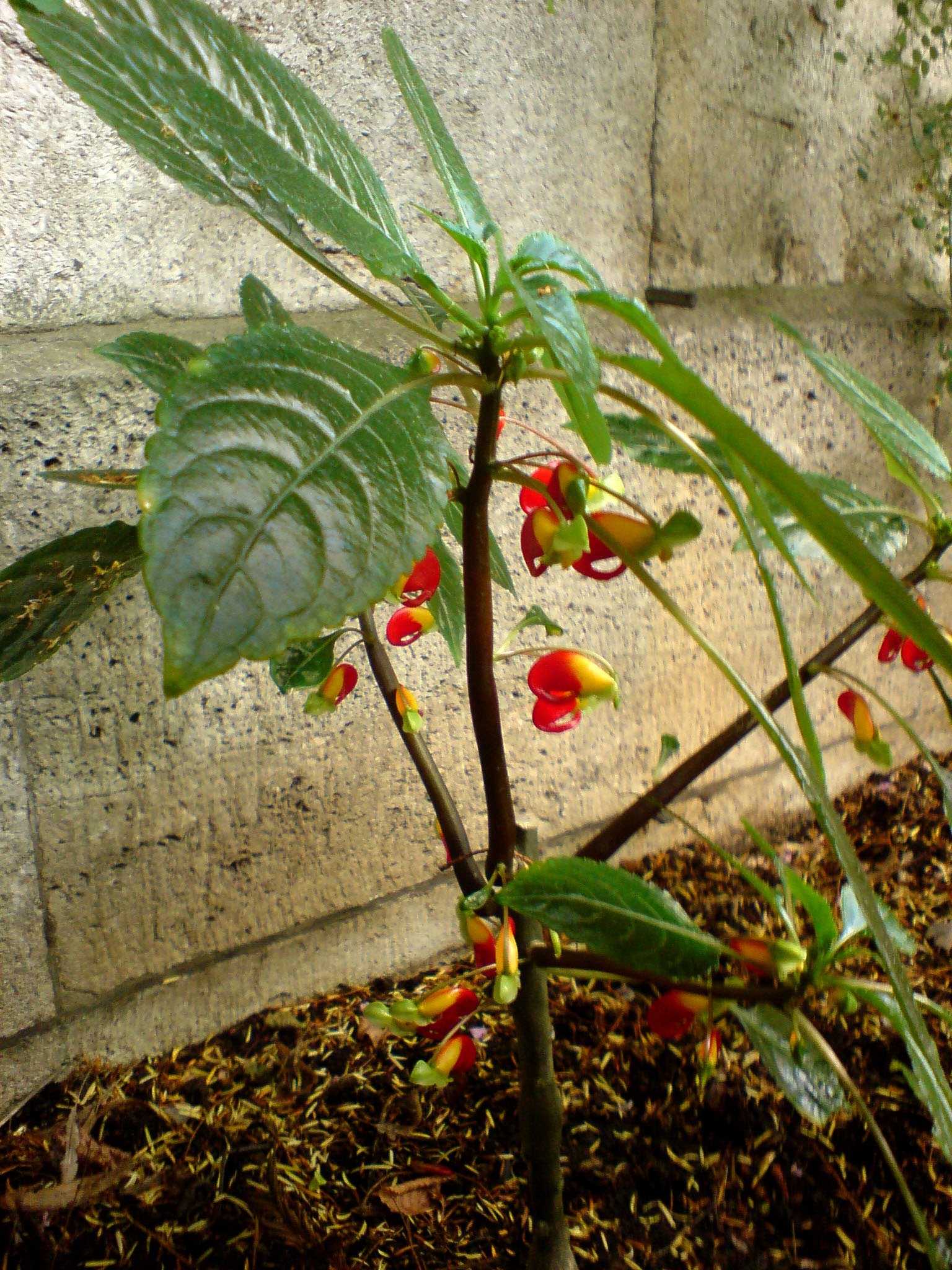
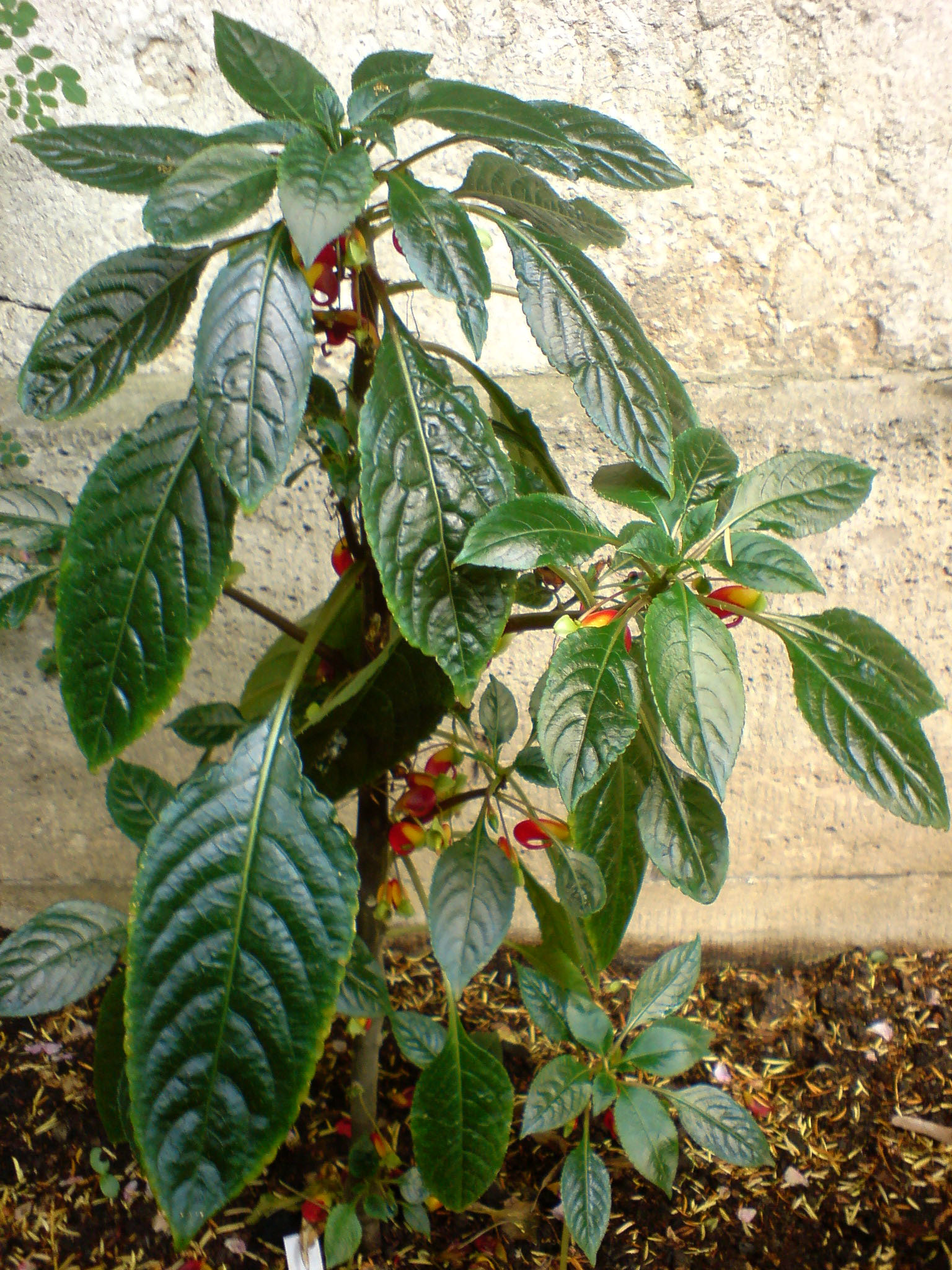